# 南京市金陵中学河西分校
南京市金陵中学河西分校建立于2003年，是一所隶属于南京市金陵中学的普通高中。

## 簡歷
- 2002年11月4日正式开工建设[1]
- 2003年9月6日竣工开学[2]
- 2018年12月21日舉行15週年校慶[3]